# Enkekejserinde Cixi
Enkekejserinde Cixi (kinesisk: 慈禧太后, Cíxǐ tàihòu; født 29. november 1835, død 15. november 1908) var en magtfuld og karismatisk de facto-leder af Qing-dynastiet. Hun styrede Kina i det meste af perioden fra 1861 til sin død i 1908.
Historikere mener, at hun sandsynligvis gjorde sit bedste for at håndtere problemerne i riget, men hendes konservative holdninger var ikke til gavn for hende, og vestlige magter vedblev at udnytte landets lavere teknologiske stade.
Cixi var førstekonkubine af kejser Xianfeng（咸丰皇帝), som hun fik en søn med. Da Xianfeng døde i 1861, var sønnen kun fem år gammel, og Cixi og enkekejserinde Cian（慈安太后）blev regenter. De beholdt med den afdøde kejsers bror som rådgiver denne position til 1873, da Cixis søn kejser Tongzhi (同治皇帝）blev myndig.
To år senere døde den 19 år gamle kejser Tongzhi uden at have fået sønner. Cixi brød med den normale arvefølge og udnævnte sin tre år gamle nevø til efterfølger. De to enkekejserinder fortsatte som regenter, indtil enkekejserinde Cian døde i 1881, hvorefter Cixi de facto blev leder af Kina.
Da kejser Guangxu（光绪皇帝; Wade-Giles: Kuang-hsu), Cixis nevø, blev myndig, forlod Cixi Den Forbudte By, men hun fortsatte med at følge med i, hvad der skete via sit netværk af spioner. Efter at Kina havde tabt 1. kinesisk-japanske krig (1894-1895), begyndte Guangxu på mange reformer: "De Hundrede Reformdage". Som reaktion herpå udførte Cixi sammen med militæret og konservative kræfter et kup, der igen gjorde hende til regent og gjorde kejseren til fange i hans eget palads.
Næste år støttede Cixi kræfterne bag Bokseroprøret, et antireform- og antiudlændingeoprør. Da udenlandske tropper gjorde gengæld ved at indtage Peking (Beijing) og Den Forbudte By, accepterede Cixi de tilbudte fredsbetingelser. For at mildne situationen gennemførte hun de reformer, som hun havde forhindret sin nevø i at gennemføre. Hun fortsatte med at regere landet, men med meget mindre magt frem til sin død i 1908. Kejser Guangxu døde, da hun selv lå for døden; angiveligt blev han forgiftet efter hendes ønske.
Ud over sin indflydelse på politik bliver enkekejserinden husket for sin støtte til kunst, herunder opera, og som grundlægger af Pekings Zoologiske Have (1906), som senere blev den første zoo, hvor den store panda ynglede.